# Gigi Marulla
Luigi Marulla, detto Gigi (Stilo, 20 aprile 1963 – Cetraro, 19 luglio 2015), è stato un calciatore e allenatore di calcio italiano, di ruolo attaccante.
Soprannominato Tamburino di Stilo, ha principalmente legato la sua carriera al Cosenza, diventandone bandiera e capitano: con 11 stagioni disputate con la maglia della squadra calabrese, è il primatista di presenze e di reti segnate nella storia del Cosenza.
Ritiratosi dal calcio giocato, intraprese la carriera da allenatore. Poche settimane dopo la sua morte, il 21 settembre 2015 gli venne intitolato lo Stadio San Vito di Cosenza.

## Biografia

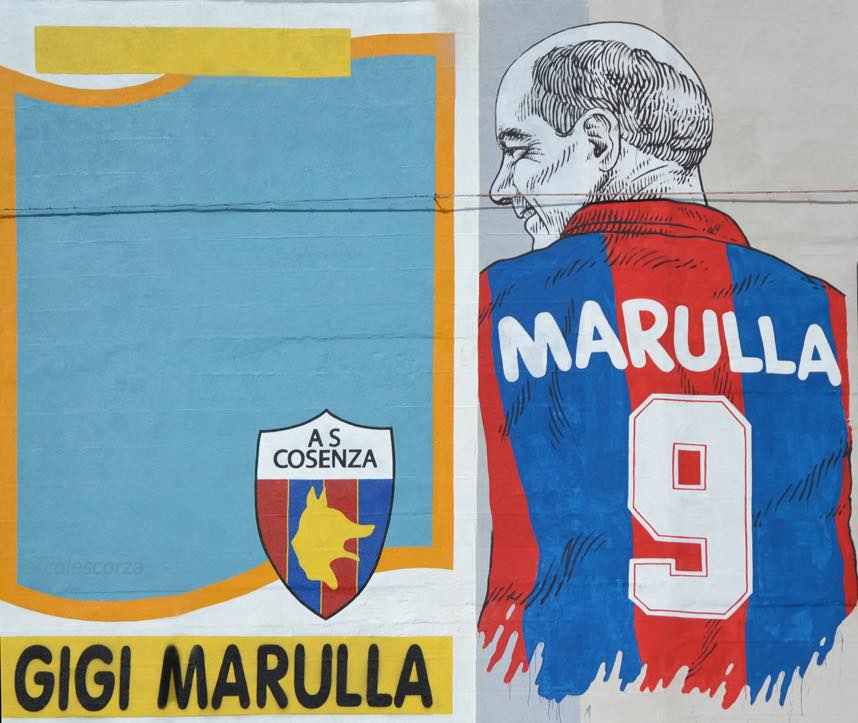
Murales dedicato a Marulla a Cosenza

Il 19 luglio 2015, mentre si trovava in vacanza nella sua villa a Cavinia, frazione di Cetraro, Marulla fu colto da malore, probabilmente dovuto a una congestione a seguito di ingestione di una bevanda troppo fredda. Trasportato d'urgenza al locale ospedale, i sanitari gli riscontrarono un infarto cardiaco ma non poterono salvarlo e, poche ore dopo il ricovero, giunse il decesso.
I funerali si tennero il 21 luglio successivo a Cosenza alla presenza di una moltitudine di tifosi della squadra locale, nonché di delegazioni di sostenitori di club di essa rivale o con essa gemellata quali Catanzaro, Reggina, Salernitana e Genoa. Il 22 settembre successivo, a due mesi dalla sua morte, il Comune di Cosenza rinominò lo stadio, fino ad allora noto come Stadio San Vito, in Stadio San Vito-Gigi Marulla, come già preannunciato lo stesso giorno delle esequie.
Suo figlio, Kevin, è team manager del Cosenza.

## Carriera

### Giocatore

Marulla al Genoa nella seconda metà degli anni 80

Con il Cosenza disputò 3 tornei in Serie C1 e 8 in Serie B, totalizzando 363 presenze in tutte le competizioni, di cui 330 in gare di campionato; è primo nella storia del Cosenza per presenze. È inoltre il calciatore più prolifico di reti nella storia del Cosenza (104 gol segnati), superando in graduatoria Agide Lenzi e Renato Campanini.
Ha iniziato la carriera all'Acireale in Serie D, stagione 1979-1980, disputando 2 gare. Coi granata gioca la stagione successiva e in 28 partite segna 9 gol.
L'anno seguente passa nelle giovanili dell'Avellino, senza mai esordire in prima squadra, che in quella stagione milita in massima serie.
Nel 1982-1983 si trasferisce al Cosenza, in Serie C1, restando fino al 1984-1985, quando diventa capocannoniere del girone B con 18 reti in 27 presenze di campionato. Acquistato dal Genoa, con cui disputa tre campionati consecutivi nei cadetti, coi liguri gioca 100 gare, segna 23 gol.
Nel 1988-1989 torna all'Avellino in Serie B e realizza 10 gol in 30 gare.
La stagione successiva, in Serie B, torna a vestire la maglia del Cosenza, restando fino al 1996-1997 (8 anni consecutivi in B), stagione conclusa con la retrocessione del Cosenza in Serie C1. A Pescara (1990-1991), segna un gol ai tempi supplementari che permette al Cosenza di ottenere la salvezza nello spareggio con la Salernitana.
Nel 1996-1997, un suo gol realizzato a Padova contro la squadra locale (a tempo quasi scaduto), non basta a salvare dalla retrocessione in Serie C il Cosenza, poiché i veneti pareggiano in pieno recupero. Chiude la carriera in Serie C2 vestendo in due stagioni la maglia del Castrovillari.
In carriera ha totalizzato complessivamente 374 presenze e 96 reti in Serie B. In totale ha realizzato 147 reti nei professionisti.

### Allenatore
Nel 2004-2005 ha allenato da novembre il Cosenza 1914 in Serie D. L'anno successivo, in Serie D, ha allenato per un breve periodo l'AS Cosenza, venendo esonerato. A marzo 2008 è assunto dal Gallipoli (Serie C1) da secondo di Vincenzo Patania. Ad aprile 2010 succede all'esonerato Pino Rigoli sulla panchina del Vigor Lamezia in Serie D, che porta ai play-off (vinti). Nella stagione 2010-2011 allena la Berretti del Cosenza, dalla quale si dimette a gennaio 2011.

## Statistiche

### Presenze e reti nei club
| Stagione             | Squadra              | Campionato           | Campionato | Campionato | Coppe nazionali | Coppe nazionali | Coppe nazionali | Coppe continentali | Coppe continentali | Coppe continentali | Altre coppe | Altre coppe | Altre coppe | Totale | Totale | Totale |
| Stagione             | Squadra              | Comp                 | Pres       | Reti       | Comp            | Pres            | Reti            | Comp               | Pres               | Reti               | Comp        | Pres        | Reti        | Pres   | Reti   |        |
| -------------------- | -------------------- | -------------------- | ---------- | ---------- | --------------- | --------------- | --------------- | ------------------ | ------------------ | ------------------ | ----------- | ----------- | ----------- | ------ | ------ | ------ |
| 1979-1980            | Acireale             | D                    | 2          | 0          | -               | -               | -               | -                  | -                  | -                  | -           | -           | -           | 2      | 0      |        |
| 1980-1981            | Acireale             | D                    | 28         | 9          | -               | -               | -               | -                  | -                  | -                  | -           | -           | -           | 28     | 9      |        |
| Totale Acireale      | Totale Acireale      | Totale Acireale      | 30         | 9          |                 | -               | -               |                    | -                  | -                  |             | -           | -           | 30     | 9      |        |
| 1981-1982            | Avellino             | A                    | 0          | 0          | CI              | -               | -               | -                  | -                  | -                  | -           | -           | -           | 0      | 0      |        |
| 1982-1983            | Cosenza              | C1                   | 24         | 4          | CI-C            | 6               | 2               | -                  | -                  | -                  | CAI         | 2           | 0           | 30     | 6      |        |
| 1983-1984            | Cosenza              | C1                   | 33         | 6          | CI+CI-C         | 2+0             | 0               | -                  | -                  | -                  | -           | -           | -           | 35     | 6      |        |
| 1984-1985            | Cosenza              | C1                   | 27         | 18         | CI-C            | 7               | 7               | -                  | -                  | -                  | -           | -           | -           | 34     | 25     |        |
| 1985-1986            | Genoa                | B                    | 32         | 7          | CI              | 5               | 2               | -                  | -                  | -                  | -           | -           | -           | 37     | 9      |        |
| 1986-1987            | Genoa                | B                    | 33         | 10         | CI              | 2               | 0               | -                  | -                  | -                  | -           | -           | -           | 35     | 10     |        |
| 1987-1988            | Genoa                | B                    | 36         | 6          | CI              | 4               | 1               | -                  | -                  | -                  | -           | -           | -           | 40     | 7      |        |
| Totale Genoa         | Totale Genoa         | Totale Genoa         | 101        | 23         |                 | 11              | 3               |                    | -                  | -                  |             | -           | -           | 112    | 26     |        |
| 1988-1989            | Avellino             | B                    | 30         | 10         | CI              | -               | -               | -                  | -                  | -                  | -           | -           | -           | 30     | 10     |        |
| Totale Avellino      | Totale Avellino      | Totale Avellino      | 30         | 10         |                 | -               | -               |                    | -                  | -                  |             | -           | -           | 30     | 10     |        |
| 1989-1990            | Cosenza              | B                    | 34         | 7          | CI              | 2               | 0               | -                  | -                  | -                  | -           | -           | -           | 36     | 7      |        |
| 1990-1991            | Cosenza              | B                    | 33+1       | 15+1       | CI              | 4               | 1               | -                  | -                  | -                  | -           | -           | -           | 38     | 17     |        |
| 1991-1992            | Cosenza              | B                    | 34         | 10         | CI              | 2               | 0               | -                  | -                  | -                  | -           | -           | -           | 36     | 10     |        |
| 1992-1993            | Cosenza              | B                    | 32         | 8          | CI              | -               | -               | -                  | -                  | -                  | CAI         | -           | -           | 32     | 8      |        |
| 1993-1994            | Cosenza              | B                    | 33         | 6          | CI              | 2               | 0               | -                  | -                  | -                  | CAI         | 1           | 0           | 36     | 6      |        |
| 1994-1995            | Cosenza              | B                    | 25         | 4          | CI              | 1               | 1               | -                  | -                  | -                  | -           | -           | -           | 26     | 5      |        |
| 1995-1996            | Cosenza              | B                    | 32         | 7          | CI              | 1               | 0               | -                  | -                  | -                  | -           | -           | -           | 33     | 7      |        |
| 1996-1997            | Cosenza              | B                    | 23         | 4          | CI              | 2               | 3               | -                  | -                  | -                  | -           | -           | -           | 25     | 7      |        |
| Totale Cosenza       | Totale Cosenza       | Totale Cosenza       | 330+1      | 89+1       |                 | 29              | 14              |                    | -                  | -                  |             | 3           | 0           | 363    | 104    |        |
| 1997-1998            | Castrovillari        | C2                   | 29         | 13         | CI-C            | ?               | ?               | -                  | -                  | -                  | -           | -           | -           | 29     | 13     |        |
| 1998-1999            | Castrovillari        | C2                   | 29         | 10         | CI-C            | ?               | ?               | -                  | -                  | -                  | -           | -           | -           | 29     | 10     |        |
| Totale Castrovillari | Totale Castrovillari | Totale Castrovillari | 58         | 23         |                 | -               | -               |                    | -                  | -                  |             | -           | -           | 58     | 23     |        |
| Totale carriera      | Totale carriera      | Totale carriera      | 549+1      | 154+1      |                 | 40              | 17              |                    | -                  | -                  |             | 3           | 0           | 593    | 172    |        |

### Statistiche da allenatore
| Stagione        | Squadra         | Campionato      | Campionato | Campionato | Campionato | Campionato | Coppe nazionali | Coppe nazionali | Coppe nazionali | Coppe nazionali | Coppe nazionali | Coppe continentali | Coppe continentali | Coppe continentali | Coppe continentali | Coppe continentali | Altre coppe | Altre coppe | Altre coppe | Altre coppe | Altre coppe | Totale | Totale | Totale | Totale | % Vittorie | Piazzamento |
| Stagione        | Squadra         | Comp            | G          | V          | N          | P          | Comp            | G               | V               | N               | P               | Comp               | G                  | V                  | N                  | P                  | Comp        | G           | V           | N           | P           | G      | V      | N      | P      | %          | Piazzamento |
| --------------- | --------------- | --------------- | ---------- | ---------- | ---------- | ---------- | --------------- | --------------- | --------------- | --------------- | --------------- | ------------------ | ------------------ | ------------------ | ------------------ | ------------------ | ----------- | ----------- | ----------- | ----------- | ----------- | ------ | ------ | ------ | ------ | ---------- | ----------- |
| feb.-giu. 2004  | Cosenza         | D               | 12         | 6          | 4          | 2          | CI-D            | -               | -               | -               | -               | -                  | -                  | -                  | -                  | -                  | -           | -           | -           | -           | -           | 12     | 6      | 4      | 2      | 50,00      | Sub., 7º    |
| nov. 2004-2005  | Cosenza         | D               | 27         | 10         | 8          | 9          | CI-D            | -               | -               | -               | -               | -                  | -                  | -                  | -                  | -                  | -           | -           | -           | -           | -           | 27     | 10     | 8      | 9      | 37,04      | Sub., 9º    |
| lug.-dic. 2005  | Cosenza         | D               | 14         | 7          | 2          | 5          | CI-D            | 2               | 0               | 0               | 2               | -                  | -                  | -                  | -                  | -                  | -           | -           | -           | -           | -           | 16     | 7      | 2      | 7      | 43,75      | Eson.       |
| Totale Cosenza  | Totale Cosenza  | Totale Cosenza  | 53         | 23         | 14         | 16         |                 | 2               | 0               | 0               | 2               |                    | -                  | -                  | -                  | -                  |             | -           | -           | -           | -           | 55     | 23     | 14     | 18     | 41,82      |             |
| apr.-giu. 2010  | Vigor Lamezia   | D               | 4+2        | 3+2        | 1          | 0          | CI-D            | -               | -               | -               | -               | -                  | -                  | -                  | -                  | -                  | -           | -           | -           | -           | -           | 6      | 5      | 1      | 0      | 83,33      | Sub., 4º    |
| Totale carriera | Totale carriera | Totale carriera | 59         | 28         | 15         | 16         |                 | 2               | 0               | 0               | 2               |                    | -                  | -                  | -                  | -                  |             | -           | -           | -           | -           | 61     | 28     | 15     | 18     | 45,90      |             |

## Palmarès

### Giocatore
- Coppa Anglo-Italiana: 1

Cosenza: 1983